# ふわふわアワー
『ふわふわアワー PuiPui&MuuMuu』（英: Fluffy Hour: PuiPui & MuuMuu）は、NHK教育テレビジョンのプチプチ・アニメの枠で放送されている、1話5分の日本のストップモーション・アニメーション。2019年7月現在、3話製作されている。

## 登場キャラクター

### メインキャラクター
プイプイ
好奇心旺盛なトラブルメーカー。ふわふわの森に住む魔法使いの妖精。
ムウムウ
楽しいこと、うまい物が大好き。陽気でよく笑うふわふわの森の妖精。

### サブキャラクター
オジャマムシ
いつもどこからともなく現れては、ムウムウたちの邪魔をして喜んでいる、いたずらが大好きな生き物。成長すると見違えるほど可愛らしいチョウチョになるが、性格は変わらない。
花ウサ
楽しい雰囲気を感じると、つぼみが開いて歌いだす、ウサギのような花。

## スタッフ
- アニメーション - 溝口広幸
- 音楽 - 岡田徹[1][2]
- SE - 黒田英明[1][2]
- 制作 - NHK、NEP、キャラクターアニメーションスタジオ

## 各話リスト
| 話数 | サブタイトル       | 初回放送日    |
| ---- | ------------------ | ------------- |
| 1    | プイプイとムウムウ | 2017年7月5日  |
| 2    | いつも一緒         | 2018年8月31日 |
| 3    | ふしぎなタネ       | 2019年7月23日 |